# Подольская (Архангельская область)
Подольская — деревня в Верхнетоемском муниципальном округе Архангельской области.

## География
Находится в восточной части Архангельской области на расстоянии приблизительно 106 км на северо-восток по прямой от административного центра округа села Верхняя Тойма на левом берегу реки Выя.

## История
В 1859 году здесь (деревня Сольвычегодского уезда Вологодской губернии) было учтено 9 дворов. До 2021 года входила в состав Выйского сельского поселения до его упразднения.

## Население
Численность населения: 77 человек (1859 год), 32 (русские 84 %) в 2002 году, 19 в 2010.